# 田巻直子
田巻 直子（たまき なおこ、1970年8月30日 - ）は、新潟放送の社員。アナウンサー。

## 略歴
旧名 惣前 直子（そうまえ なおこ）。新潟県妙高市（旧新井市）出身。新潟県立高田高等学校を経て早稲田大学卒業後、1993年新潟放送に入社。ラジオ「リバーサイドウェーブ」などでパーソナリティを務めた。
1998年秋、大学の後輩のディレクターと結婚し改姓。2009年4月からラジオ「田巻直子のまんまる金曜日」のパーソナリティを務めた後、近藤丈靖の独占!ごきげんアワーの木曜日などを担当し、夕方の番組であるゆうWAVEの木・金曜日を担当。2019年9月末を以てアナウンス部を離れ、同社のCSR推進部長を務めていたが、2024年4月より石塚かおりの後任として、アナウンス部長に就任。

## 担当番組
ラジオ
- 相沢まきの大人の美活

テレビ
- BSN NEWS

## 過去の出演番組
ラジオ（過去）
- 田巻直子のまんまる金曜日
- リバーサイドウェーブ
- 医学なんでも相談室
- 近藤丈靖の独占!ごきげんアワー（木・9:00 - 12:00）
- エンジョイ競馬プラス
- モーニングピアス - 司会
- 歌のない歌謡曲 - 1996年頃 - 2003年まで、上記番組に内包し、石塚かおりの後任として担当した後、2012年4月 - 2019年9月に再度登板し、アナウンス部を離れる直前まで担当。
- ふるさと散歩（はや・すた内）
- ゆうWAVE
- みのわコレクション
- 新潟日報ニュース 他

テレビ（過去）
- イブニング王国!NEWS（イブニング王国!内）
- 三越ウィークリー
- リフォームのつぼ（土・10:30～10:46）
- BSNニュース 他